# Festa do Divino Espírito Santo de Pirenópolis
A Festa do Divino de Pirenópolis, ou Festa do Divino Espírito Santo de Pirenópolis, é um evento cultural do município brasileiro Pirenópolis. A Festa do Divino de Pirenópolis foi registrada como Patrimônio cultural imaterial brasileiro, reconhecido pelo IPHAN, em 15 de abril de 2010. Esta festa acontece nas segundas.
Com duração de doze dias, tem seu ápice no Domingo do Divino, cinquenta dias após a Ressurreição. Mesclada de festejos religiosos e profanos, é constituída de novena, folias, procissão, missa, roqueira, mascarados, cavalhadas, pastorinhas, congadas, e apresentação de outros grupos folclóricos.

## Imperador do Divino

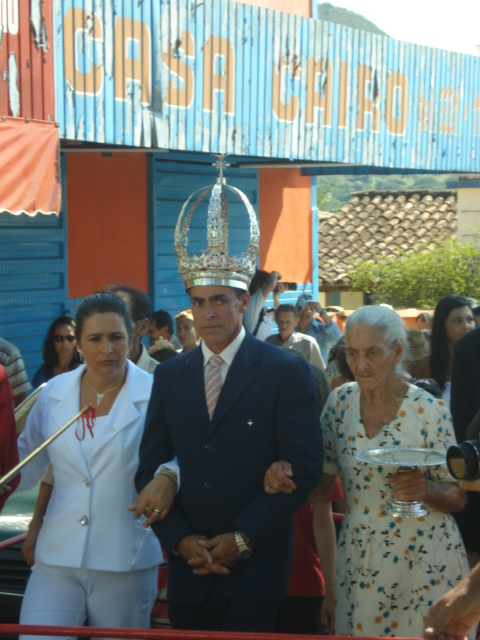
Adão R., Imperador do Divino de 2008, ostentando a Coroa no Cortejo no dia de Pentecostes.

A presença do Imperador, figura central da Festa, bem como sua corte, faz representar o Rei e a Corte lisbonense, com toda sua pompa. O trajeto feito da casa do Imperador à Igreja, para hora da Missa, quando o Imperador vai dentro do quadro formado por quatro varas e segurado nas pontas por quatro virgens, é também um resquício, do que, outrora, se fazia na corte de Lisboa

### Coroação
A solenidade é precedida de uma Procissão que leva à igreja o Imperador, cujo período simbólico esta chegando ao fim. Há a celebração de missa tradicionalmente cantada em latim pelo Coro e Orquestra Nossa Senhora do Rosário. Após a pregação, o padre convida o Imperador do ano, juntamente com o que promoverá a festa do ano seguinte, a se aproximarem do Altar. Ali, o padre depois de dá - lá a beijar, aos dois, coloca-se sobre a cabeça do novo Imperador. É um momento de tristeza para o imperador que sai e de regozijo para o que entra.

### Coroa e cetro
Ambos em pura prata. Foram mandados fazer em 1826 pelo Padre Manuel Amâncio da Luz, quando Imperador.

### Mascarados

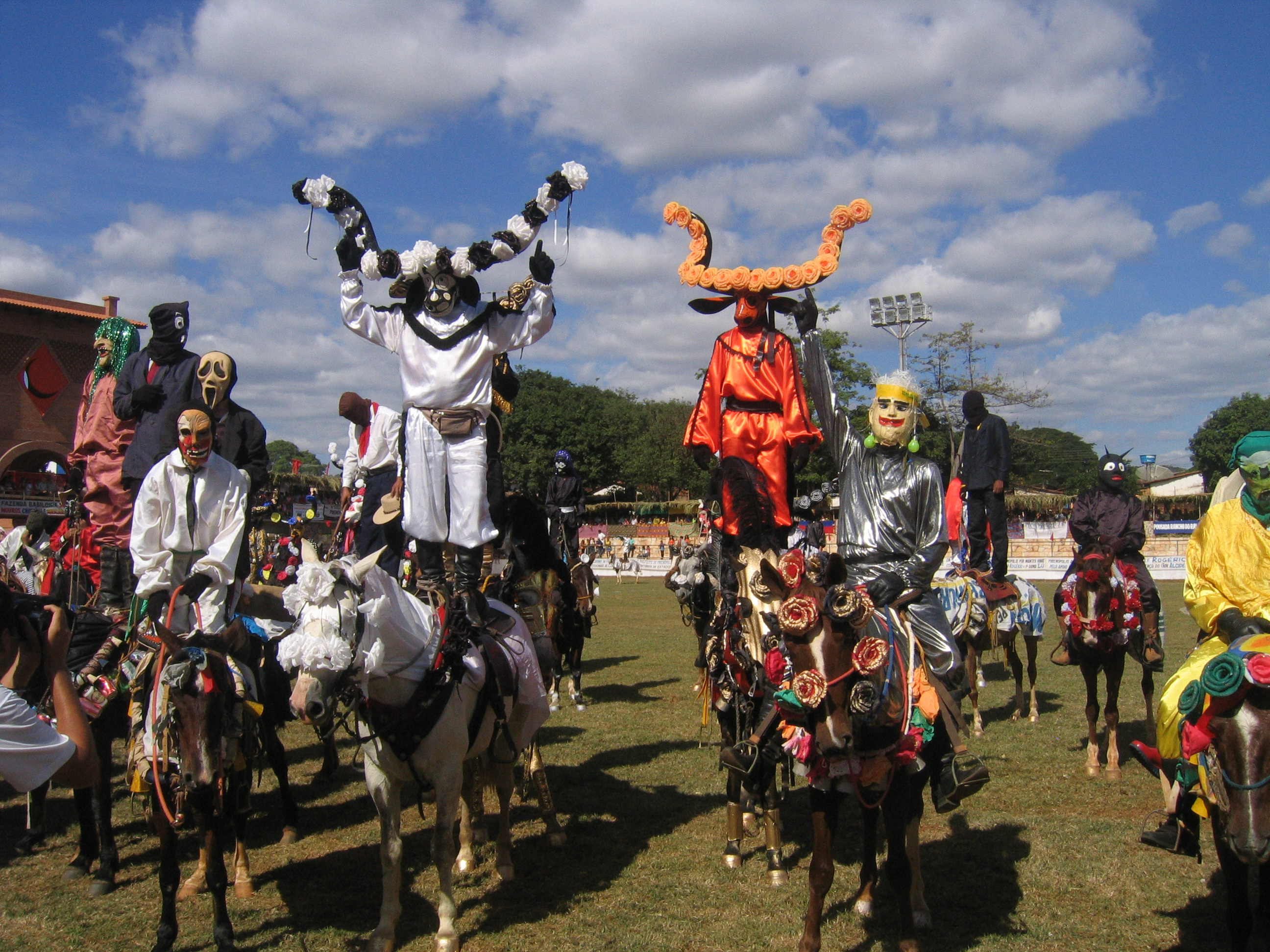
Mascarados de Pirenópolis, GO.

Grupo de pessoas que saem montados a cavalo fazendo algazarras e brincadeiras pela cidade.

### Cavalhadas

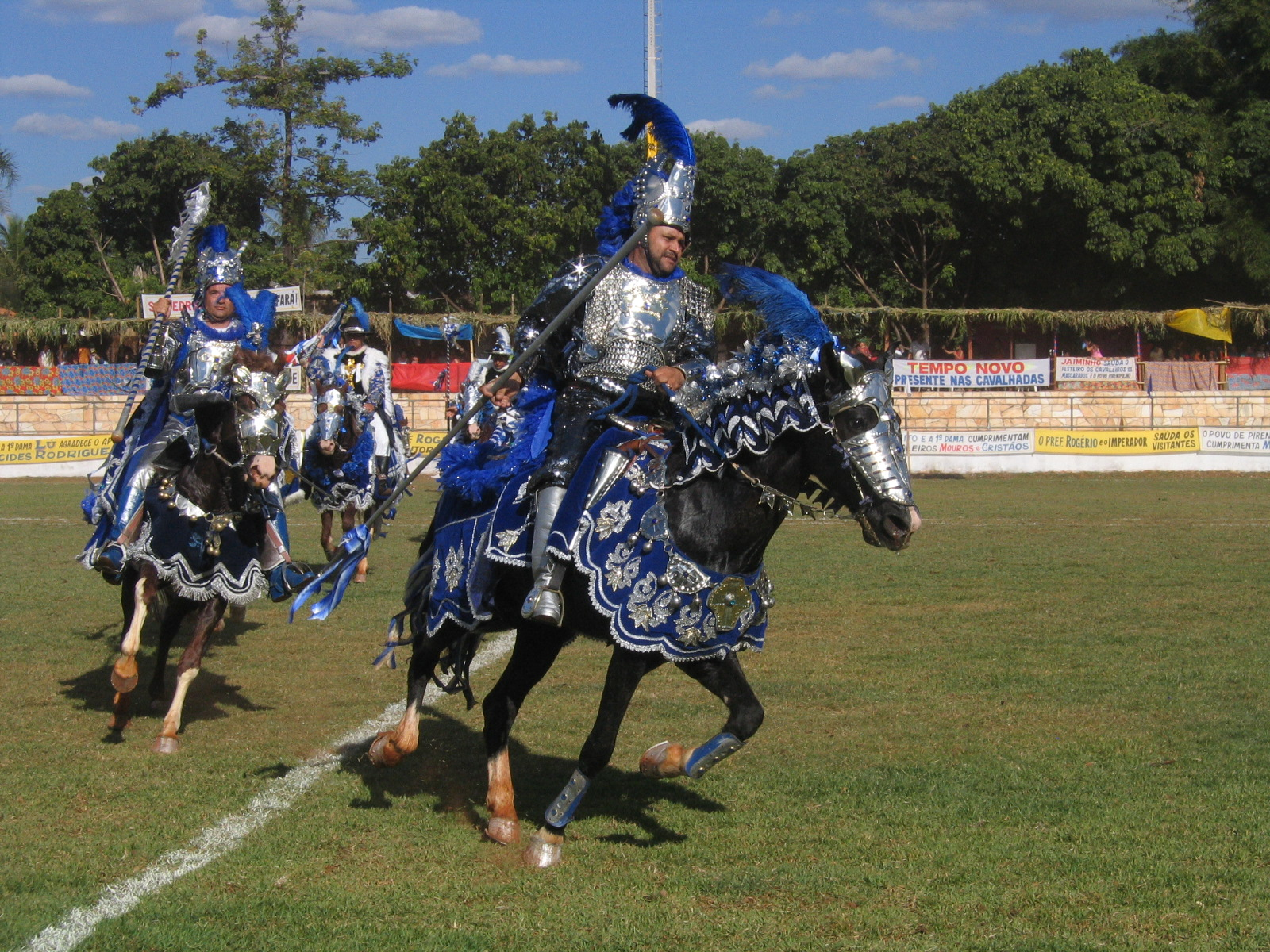
Rei Cristão e cavaleiros.

Representação da luta entre Mouros e Cristãos na Idade Média. Encenada em Pirenópolis desde 1826.

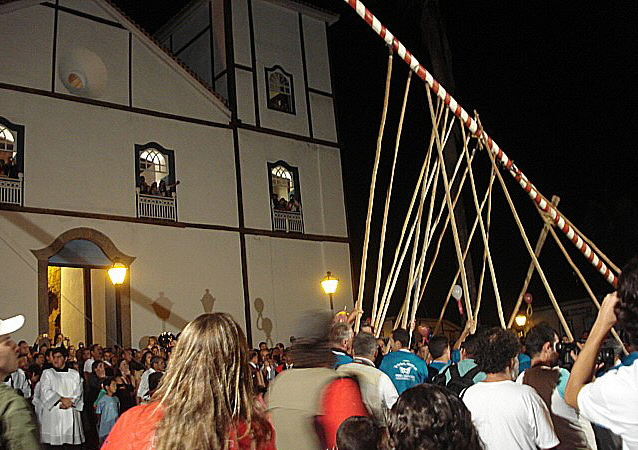
Levantamento do mastro, em Pirenópolis, na 190ª Festa do Divino em 2008.

### Solenidade
A escolha do Imperador é feita por sorteio. Todos os Pirenopolinos que se julgam em condições de realizar a festa podem se inscrever. Não se faz distinção entre ricos e pobres. Se rico, promove a festa com suas posses, se pobre, com a ajuda do povo. Não há limite de vezes para uma pessoa ser Imperador, bastando ser sorteada, inclusive várias pessoas já o foram por duas ou três vezes.